# Juan Cruz Ochoa López
Juan Cruz Ochoa López, conegut simplement com a Juan Ochoa (Pamplona, 4 de març de 1979) és un exfutbolista navarrès, que ocupava la posició de defensa.

## Trajectòria esportiva
Sorgit del modest CD Calahorra, va ser captat pel Deportivo Alavés, amb qui debuta a primera divisió a la temporada 01/02. Jugaria tres anys amb els bascos, a Primera i Segona divisió, sense arribar a assolir la titularitat.
El 2004 fitxa pel CD Numancia. Al quadre sorià hi disputa dues campanyes, una a Primera i l'altra a Segona, sent titular en ambdues. El 2006 s'incorpora al Reial Múrcia CF, amb qui segueix sent titular i alternant les dues categories.